# Moukoko Jean
Moukoko Jean est le deuxième roi du peuple Malimba du Cameroun. Il succède à son père le Roi Moukoko Manyanye "King Pass All".

## Biographie
Moukoko Jean de son nom complet Djapitè Moukoko Jean est né vers 1892 à Malimba ;  il est issu du Clan Bonabwaba de Mulimb'e Mbenje ; fils de Kumnkan Moukoko Manyanye "King Pass All" Roi des Malimba et de la Princesse Batanga Dourou Japitè fille du Roi des Batanga de l'embouchure du Nyong Japitè Da Dipanga Da Mungonjo. Signataire d'un traité le 18 juillet 1884 avec Dettemering, directeur local de la firme Woermann.
Moukoko Jean était le Roi des Malimba, il régnait sur un territoire qui va de l'embouchure du Nyong en passant par l'embouchure de la Sanaga jusqu'à l'estuaire du Wouri. Son territoire couvrait les zones actuelles de Mouanko, Édéa, Dizangué et Douala (Manoka) et est à cheval entre le département de la Sanaga-Maritime et celui du Wouri. Il est arrêté le 19 septembre 1933 pour cause d'agitation politique et il est conduit à la prison de Mokolo où il trouvera la mort en 1941.